# Шен, Эрхард

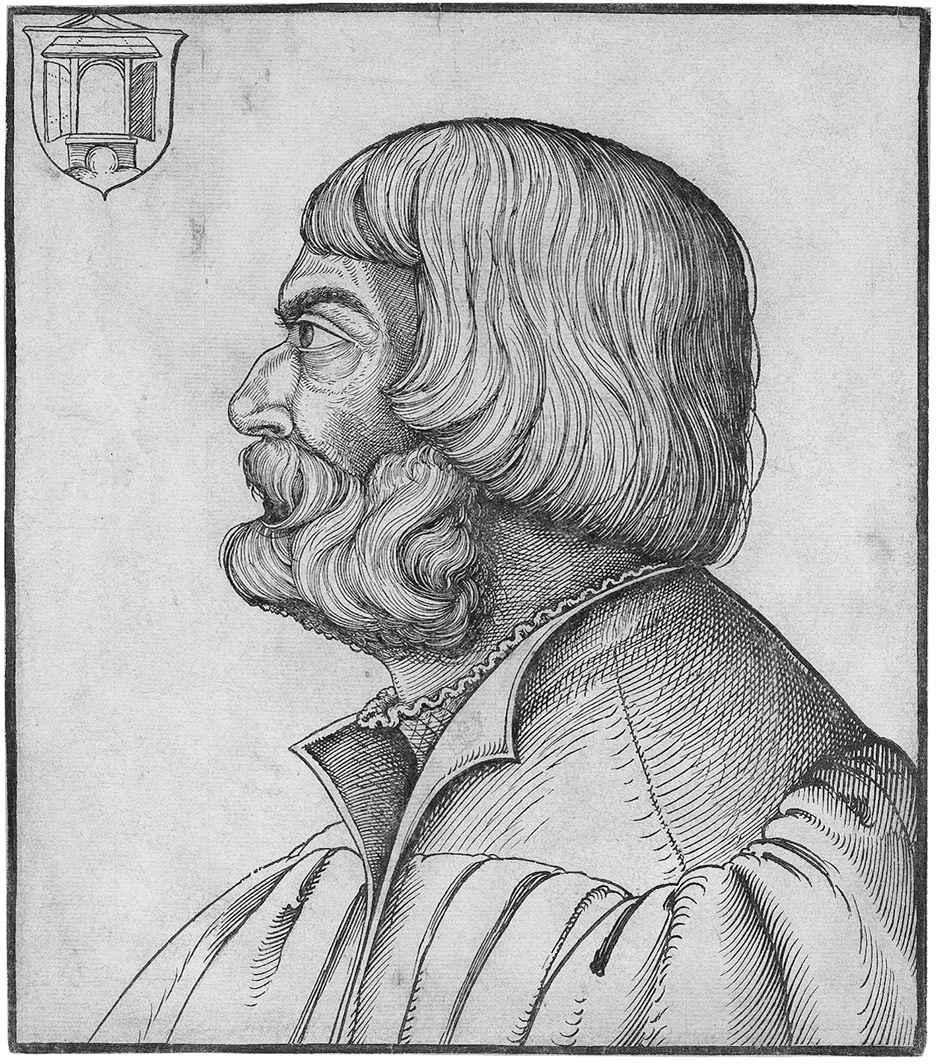
Эрхард Шен: Портрет Альбрехта Дюрера

Эрхард Шен или Шён (нем. Erhard Schön; около 1491, Нюрнберг — между 20 сентября и 20 декабря 1542, там же) — немецкий художник, гравёр, рисовальщик и резчиком по дереву.

## Биография
Родился в семье художника Макса Шена. Вероятно, именно отец привлёк его к обучению профессии. Биографических сведений о нём почти не сохранилось.
По некоторым данным, учился и работал в мастерской Альбрехта Дюрера, испытал на себе влияние мастера. В 1515 году его имя возникает в Нюрнбергских документах в связи с оплатой счетов. В 1532 году по заказу кардинала Бернарда фон Клеса в Триенте выполнил эскиз фонтана. В 1540 году умерла его жена.
Известно, что длительное время Шён работал под руководством Х. Шпрингинклее, влияние которого заметно в его гравюрах 1520-х годов. Возможно, в 1520-х годах начал работать для издательств как иллюстратор. В 1530-х годах композиции художника приобрели некоторую самостоятельность. К 1540-м годам относятся его станковые гравюры, исполненные по типу народных картинок.
Шен известен, прежде всего, как автор иллюстраций и ряда гравюр — на сегодняшний день его авторству приписывают около 1200 гравюр на дереве и 1200 рисунков и иллюстраций в 116 книгах.
До 1524 г. иллюстрировал преимущественно религиозную литературу. С началом Реформации присоединился к «войне гравюр и карикатур» между католиками и протестантами. Создал ряд полемических произведений, в которых критиковал католицизм и превозносил лютеранство.
С 1530-х годов в творчестве Шена преобладали классические сюжеты.
|  |  |  |  |